# Big Black
I Big Black sono stati un gruppo rock statunitense, tra le più influenti band noise rock negli anni ottanta. Vennero fondati nel 1982 a Chicago da Steve Albini e si sciolsero nel 1987. Sebbene il loro successo sia stato solo a livello underground, Albini, col suo canto maligno e la sua brutalità chitarristica, influenzò molto del rock "estremo" degli anni '90 e in particolare il genere industrial.

## Storia del gruppo
Nel 1983 si aggiunsero Jeff Pezzati e Santiago Durango, entrambi dei Naked Raygun, rispettivamente al basso ed alla chitarra. In realtà insieme registrarono solo due EP per la Homestead Records; Pezzati in seguito lasciò la band, rimpiazzato da Dave Riley. Sui dischi figurava che alla batteria ci fosse un altro membro della band, tale "Roland", che in realtà era solo il marchio della drum machine utilizzata.
L'album Atomizer ebbe grandissimo successo, ma la band non fu contenta di come la casa discografica gestì l'uscita e per questo nel 1987 passò alla Touch and Go Records. In seguito fu pubblicato Headache, un EP sul cui retro appariva la scritta "Not as good as Atomizer, so don't get your hopes up, cheese!" ("Non bello come Atomizer, per cui non ci sperate, sorridete!"). Non era uno scherzo: Albini pensava realmente che Headache fosse inferiore e volle avvisare i fan.
Poco dopo Durango annunciò che stava per lasciare la band per studiare legge. Il gruppo decise allora di sciogliersi, ma prima fu prodotto l'ultimo disco, Songs About Fucking.
Steve Albini proseguì brillantemente la propria avventura musicale formando i Rapeman prima e gli Shellac poi (questi ultimi ancora in attività), oltre ad affermarsi come produttore di successo per gruppi come Nirvana, Jesus Lizard (questi forse i veri e propri figli dei Big Black), Fugazi, Slint, Sonic Youth, Pixies e diversi altri. Dave Riley  nel 1993 ebbe un incidente e cadde in coma, da cui comunque si risvegliò. Santiago Durango è oggi un avvocato. La Touch and Go ha anche acquisito i diritti sull'intera discografia dei Big Black, ed ha ristampato tutti i loro dischi.
La carriera dei Big Black è raccontata in Our Band Could Be Your Life, uno studio sull'importanza dei gruppi rock underground americani.

## Discografia

### Album in studio
- 1986 - Atomizer
- 1987 - Songs About Fucking

### Compilation
- 1986 - The Hammer Party
- 1987 - The Rich Man's Eight Track Tape

### Album dal vivo
- 1987 - Sound of Impact
- 1992 - Pigpile

### EP
- 1982 - Lungs
- 1983 - Bulldozer
- 1984 - Racer-X
- 1987 - Headache

### Singoli
- 1985 - Rema Rema
- 1986 - Il Duce
- 1987 - Heartbeat
- 1987 - He's a Whore/The Model